# Pteris quadriaurita
Pteris quadriaurita es una especie de helecho del género Pteris, perteneciente a la familia Pteridaceae. Se encuentra en América. 

## Descripción
Es un helecho con rizoma erecto o suberecto; las hojas de 0.5-1.5(-2) m; pecíolo casi tan largo como la lámina, glabro, inerme, pajizo a pardo; lámina hasta 50 cm de ancho, 1-pinnado-pinnatífida, la base truncada; pinnas basales pinnatífidas más allá de 1-2 pínnulas basales basiscópicas, las pínnulas basales basiscópicas prolongadas 10-20 cm, pinnatífidas; pinnas suprabasales 7-15 pares, 2-4 cm de ancho, pinnatisectas, raramente con yemas axilares; raquis y costas glabros o casi glabros, no espinosos, pajizos, adaxialmente aristados; últimos segmentos enteros o crenulados, obtusos; nervaduras libres.

## Distribución y hábitat
Se encuentra en los bosques, márgenes de bosques, zanjas húmedas en el borde de caminos, a una altitud de 100-1700 m s. n. m., en (México, Mesoamérica, Colombia, Venezuela, Guayanas, Ecuador, Perú, Bolivia, Argentina, Antillas, Paleotrópicos.)

## Taxonomía
Pteris quadriaurita fue descrita por Anders Jahan Retzius y publicado en  Observationes Botanicae (Retzius) 6: 38–39. 1791.
Sinonimia
- Pteris biaurita Tardieu
- Pteris biaurita var. repandula (Link) Kauh
- Pteris diestelii Hieron.
- Pteris edentula Kunze
- Pteris galeotti (Fée) Hook.
- Pteris nemoralis var. major M. Martens & Galeotti
- Pteris plumula Desv.
- Pteris prolifera J. Bommer
- Pteris quadriaurita var. asperula H. Christ
- Pteris quadriaurita var. curtidens H. Christ
- Pteris quadriaurita var. strigulosa H. Christ
- Pteris repandula Link[2]